# Burgstall Eichle
Die Burgstall Eichle ist eine abgegangene mittelalterliche Höhenburg auf einem nach Osten in das Deggenhauser Tal gerichteten Bergsporn (Hohlenstein-Flur „Bettelküche“) etwa 770 Meter westlich der Kirche in Deggenhausen, einem heutigen Ortsteil der Gemeinde Deggenhausertal im Bodenseekreis in Baden-Württemberg.
Vermutlich wurde die Burg von den Herren von Deggenhausen oder den Herren von Lellwangen erbaut.
Die Burganlage auf länglichem ovalen Burghügel mit einem Durchmesser von 50 mal 15 Metern und einer Höhen von bis zu 8 Metern verfügte über eine durch einen Halsgraben getrennte Vor- und Kernburg, wovon der Halsgraben und der Burghügel noch erhalten sind.